# Sarah Lincoln
Sarah Lincoln (geboren 1982 in Münster) ist eine deutsche Juristin, Rechtsanwältin, und stellvertretendes Mitglied des Hamburgischen Verfassungsgerichts.

## Ausbildung
Nach Ableistung eines Freiwilligen Sozialen Jahres in Quito, Ecuador, studierte Lincoln ab 2009 Rechtswissenschaften an der Universität Hamburg. Nach dem Ersten Juristischen Staatsexamen absolvierte sie das Referendariat unter anderem am Arbeitsgericht Hamburg, in der Hamburgischen Bürgerschaft und in der Comision Ecumenica de Derechos Humanos (Cedhu) in Quito. Ihr Studium beendete Lincoln 2012 mit dem Zweiten Staatsexamen.

## Beruflicher Werdegang
Lincoln begann ihre berufliche Laufbahn 2012 als Referentin für wirtschaftliche, soziale und kulturelle Menschenrechte im Referat Menschenrechte und Frieden der Organisation Brot für die Welt. Einer ihrer Arbeitsschwerpunkte war die Verantwortung von Unternehmen für die Einhaltung von Menschenrechten. 2019 wechselte sie zur Gesellschaft für Freiheitsrechte (GFF), wo sie den Schwerpunkt „Gleiche Rechte und Soziale Teilhabe“ leitet. In dieser Funktion koordiniert und betreut sie strategische Klagen in den Themenbereichen Migration, Soziale Teilhabe und Anti-Diskriminierung. So erstritt sie unter anderem die Entscheidung des Bundesverfassungsgerichts vom 19. Oktober 2022 – 1 BvL 3/21 – zur Verfassungswidrigkeit der abgesenkten Sozialleistungen in Geflüchtetenunterkünften und die Entscheidung des Bundesverfassungsgerichts vom 16. Februar 2023 - 1 BvR 2634/20 – zur Verfassungswidrigkeit der automatisierten Datenanalyse (Data Mining) durch die Hessische Polizei. Beteiligt war sie auch an der Klage, die dem Urteil des Bundesarbeitsgerichts vom 16. Februar 2023 – 8 AZR 450/21 -zugrunde lag, wonach Entgeltunterschiede zwischen Männern und Frauen sich nicht mit einem angeblich besseren Verhandlungsgeschick des Mannes begründen lassen.
Seit 2022 ist Lincoln nebenberuflich als selbständige Rechtsanwältin tätig.
Lincoln ist seit 2019 Mitherausgeberin des Grundrechtereports und verfasst Artikel u. a. für den Verfassungsblog.
In der Sitzung vom 27. September 2023 wählte die Hamburger Bürgerschaft Sarah Lincoln für eine Amtszeit von sechs Jahren zum stellvertretenden Mitglied des Hamburgischen Verfassungsgerichts.